# Cnemisticta latilobata
Cnemisticta latilobata là loài chuồn chuồn trong họ Isostictidae. Loài này được Donnelly miêu tả khoa học đầu tiên năm 1993.